# آیا کلاهبرداران دغل‌کار هستند؟
آیا کلاهبرداران دغل‌کار هستند؟ (به انگلیسی: Are Crooks Dishonest?) یک فیلم کمدی صامت کوتاه به کارگردانی گیلبرت پرت است که در سال ۱۹۱۸ منتشر شد.

## بازیگران
- هارولد لوید
- اسناب پالرد
- ببه دنیلز
- هلن گیلمور
- سمی بروکس
- لایج کانلی
- لو هاروی
- گاس لئونارد
- چارلز استیونسون